# Malville
|  | No s'ha de confondre amb Maleville. |

Localització de Malville

Malville (en bretó Kerwall) és un municipi francès, adscrit a la regió de país del Loira, i al departament de Loira Atlàntic, que històricament va formar part de la Bretanya. L'any 2006 tenia 3.063 habitants. Limita amb Fay-de-Bretagne, Le Temple-de-Bretagne, Cordemais, Bouée i Savenay.
El nom de la localitat apareix amb la forma Malavilla el 1287
La forma bretona proposada per l'Oficina Pública de la Llengua Bretona (Office public de la langue bretonne) es Kerwall.

## Demografia
| 1962                                       | 1968 | 1975  | 1982  | 1990  | 1999  |
| ------------------------------------------ | ---- | ----- | ----- | ----- | ----- |
| 797                                        | 842  | 1.020 | 2.085 | 2.860 | 2.980 |
| Des de 1962: població sense dobles comptes |      |       |       |       |       |

## Administració
| Període   | Identitat        | Partit        |
| --------- | ---------------- | ------------- |
| 2001-2008 | Daniel Allard    |               |
| 2008      | Dominique Bidaud | Divers droite |
| 2008-     | Dominique Manach |               |